# Surviving Suburbia
Surviving Suburbia est une série télévisée américaine en treize épisodes de 22 minutes, créée par Kevin Abbott et diffusée entre le 6 avril 2009 et le 7 août 2009 sur le réseau ABC.
Cette série est inédite dans les pays francophones.

## Synopsis
Steve Patterson mène avec son épouse, Anne, et ses deux enfants, Henry et Courtney, une vie tranquille, jusqu'à l'arrivée de nouveaux voisins...

## Distribution
- Bob Saget : Steve Patterson
- Cynthia Stevenson : Anne Patterson
- Genevieve Hannelius : Courtney Patterson
- Jared Kusnitz (en) : Henry Patterson
- Jere Burns : Dr Jim
- Dan Cortese (en) : Onno
- Lyndsey Jolly : Jenna
- Lorna Scott : Monica
- Melissa Peterman : Mme Muncie

## Épisodes
1. Titre français inconnu (Hero)
2. Titre français inconnu (Project Run Away)
3. Titre français inconnu (DMV)
4. Titre français inconnu (40 Days)
5. Titre français inconnu (Burn Bougainvillea, Burn)
6. Titre français inconnu (If the Shoe Fits, Steal It)
7. Titre français inconnu (Dirty Stevie)
8. Titre français inconnu (The Game of Life)
9. Titre français inconnu (Nothing for Money)
10. Titre français inconnu (School Council)
11. Titre français inconnu (Three End Tables)
12. Titre français inconnu (Desperate Housewife)
13. Titre français inconnu (No Reception)

## Commentaires
Produite par Media Rights Capital (MRC), la série était initialement prévue pour débuter dimanche le 2 novembre 2008 sur le réseau The CW dans un bloc de programmation géré par MRC. Après avoir repoussé la date de début de la série pour le début 2009, le bloc de programmation de MRC a été annulé le 20 novembre, laissant la série orpheline.
Le 4 février 2009, le réseau ABC a acquis les droits de diffusion de la série et prévu la diffusion pour le 6 avril 2009, mais après 4 diffusions, elle est retirée de l'horaire afin d'être reprogrammée le vendredi soir, où elle n'a pas obtenu des audiences favorables.